# Guntown, Mississippi
Guntown là một thành phố thuộc quận Lee, tiểu bang Mississippi, Hoa Kỳ. Năm 2010, dân số của thành phố này là 2 083 người.

## Dân số
- Dân số năm 2000: 1 183 người.
- Dân số năm 2010: 2 083 người.